# Лонг, Эрл
Эрл Кемп Лонг (англ. Earl Kemp Long; 26 августа 1895 — 5 сентября 1960) — американский политик, трижды занимавший пост губернатора штата Луизиана (1939—1940, 1948—1952, 1956—1960) от Демократической партии, родной брат сенатора Хьюи Лонга и дядя сенатора Рассела Лонга.

## Биография
Эрл родился в Уинфилд в семье Хьюи Пирса Лонга-старшего (1852—1937) и Каледонии Палестины Тисон (1860—1913). Эрл был младшим братом будущего конгрессмена Джорджа Шеннона Лонга и будущего губернатора Луизианы и сенатора Хьюи Лонга. Эрл получил образование в Университете имени Лойоллы и в Ново-Орлеанской школе права.
В 1936—1939 гг. был заместителем губернатора Луизианы и еще как минимум трижды имел возможность занять эту должность. Однако в 1932 году Эрл уступил спикеру легислатуры штата Джону Б. Фурне (англ. John B. Fournet), в 1944 году Эмилю Верре (англ. J. Emile Verret), а в 1959 году — консервативно настроенному Кларенсу Айкоку (англ. Clarence C. Aycock). Первый раз Фурне поддержал брат Эрла Хьюи, поскольку несмотря на родственные отношения в политике отношения между братьями не складывались.
Впервые Эрл стал губернатором в 1939 году после того, как губернатор Ричард Лече был арестован за экономические злоупотребления и коррупцию.
На праймериз Демократической партии Лонга обошел консервативно настроенный адвокат Сэм Джонс (англ. Sam H. Jones).
В 1944 году Лонг баллотировался на должность заместителя губернатора в паре с бывшим конгрессменом. Однако на внутрипартийных праймериз уступил Эмилю Верре.
В 1948 году Лонг побеждает на губернаторских выборах Джимми Дэвиса.
В фильме 1989 года «Блэйз» роль Эрла Лонга сыграл Пол Ньюман.